# وست وينفيلد (نيويورك)
وست وينفيلد (بالإنجليزية: West Winfield, New York)‏ هي منطقة سكنية تقع في الولايات المتحدة في مقاطعة هيركايمر، نيويورك. يقدر عدد سكانها بـ 826 نسمة ومساحتها 2.3 كم2 وترتفع عن سطح البحر 363 متر.

## التركيبة السكانية
حدّد مكتب تعداد الولايات المتحدة بيانات التركيبة السكانية لوست وينفيلد في تعداد الولايات المتحدة. في ما يلي، التركيبة السكانية حسب تعدادي 2000 و2010.

### تعداد عام 2000
بلغ عدد سكان وست وينفيلد 862 نسمة بحسب تعداد عام 2000، وبلغ عدد الأسر 352 أسرة وعدد العائلات 241 عائلة مقيمة في القرية. في حين سجلت الكثافة السكانية 365.3 نسمة لكل كيلومتر مربع (946.1/ميل2). وبلغ عدد الوحدات السكنية 372 وحدة بمتوسط كثافة قدره 157.6 لكل كيلومتر مربع (408.2/ميل2).
وتوزع التركيب العرقي للقرية بنسبة 99.65% من البيض و0.23% من الأمريكيين ذوي الأصول الآسيوية و0.12% من سكان جزر المحيط الهادئ و0.12% من الهسبانيون أو اللاتينيون من أي عرق.
بلغ عدد الأسر 352 أسرة كانت نسبة 29.5% منها لديها أطفال تحت سن الثامنة عشر تعيش معهم، وبلغت نسبة الأزواج القاطنين مع بعضهم البعض 53.1% من أصل المجموع الكلي للأسر، ونسبة 11.4% من الأسر كان لديها معيلات من الإناث دون وجود شريك، بينما كانت نسبة 4% من الأسر لديها معيلون من الذكور دون وجود شريكة وكانت نسبة 31.5% من غير العائلات. تألفت نسبة 29% من أصل جميع الأسر من عدة أفراد يعيشون في نفس المنزل ونسبة 19.9% كانت تتألف من شخص يعيش بمفرده يبلغ من العمر 65 عاماً أو أكثر. وبلغ متوسط حجم الأسرة المعيشية 2.45، أما متوسط حجم العائلات فبلغ 3.00.
بلغ العمر الوسطي للسكان 41.3 عاماً. وكانت نسبة 26% من القاطنين تحت سن الثامنة عشر، وكانت نسبة 7% بين الثامنة عشر والرابعة والعشرين عاماً، ونسبة 20.9% كانت واقعةً في الفئة العمرية ما بين الخامسة والعشرين والرابعة والأربعين عاماً، ونسبة 25.5% كانت ما بين الخامسة والأربعين والرابعة والستين، ونسبة 20.6% كانت ضمن فئة الخامسة والستين عاماً فما فوق. يوجد لكل 100 أنثى 88.2 ذكر، ويوجد لكل 100 أنثى في الثامنة عشر من عمرها فما فوق 84.9 ذكر.
بلغ متوسط دخل الأسرة في القرية 33,947 دولارًا، أما متوسط دخل العائلة فبلغ 42,031 دولارًا. وكان متوسط دخل الذكور 26,793 دولارًا مقابل 23,500 دولارًا للإناث. وسجل دخل الفرد الخاص بالقرية 16,465 دولارًا. وكانت نسبة 7.6% من العائلات ونسبة 9.1% من السكان تحت خط الفقر، وكان من هؤلاء نسبة 11.9% تحت سن الثامنة عشر ونسبة 8.4% في الخامسة والستين من العمر وما فوق.

### تعداد عام 2010
بلغ عدد سكان وست وينفيلد 826 نسمة بحسب تعداد عام 2010، وبلغ عدد الأسر 360 أسرة وعدد العائلات 228 عائلة مقيمة في القرية. في حين سجلت الكثافة السكانية 350 نسمة لكل كيلومتر مربع (906.5/ميل2). وبلغ عدد الوحدات السكنية 383 وحدة بمتوسط كثافة قدره 162.3 لكل كيلومتر مربع (420.4/ميل2).
وتوزع التركيب العرقي للقرية بنسبة 96.73% من البيض و0.73% من الأمريكيين الأصليين و0.36% من الأمريكيين ذوي الأصول الآسيوية و0.48% من الأعراق الأخرى و1.69% من عرقين مختلطين أو أكثر و2.06% من الهسبانيون أو اللاتينيون من أي عرق.
بلغ عدد الأسر 360 أسرة كانت نسبة 27.2% منها لديها أطفال تحت سن الثامنة عشر تعيش معهم، وبلغت نسبة الأزواج القاطنين مع بعضهم البعض 45% من أصل المجموع الكلي للأسر، ونسبة 14.4% من الأسر كان لديها معيلات من الإناث دون وجود شريك، بينما كانت نسبة 3.9% من الأسر لديها معيلون من الذكور دون وجود شريكة وكانت نسبة 36.7% من غير العائلات. تألفت نسبة 32.5% من أصل جميع الأسر من عدة أفراد يعيشون في نفس المنزل ونسبة 22.5% كانت تتألف من شخص يعيش بمفرده يبلغ من العمر 65 عاماً أو أكثر. وبلغ متوسط حجم الأسرة المعيشية 2.29، أما متوسط حجم العائلات فبلغ 2.85.
بلغ العمر الوسطي للسكان 44.1 عاماً. وكانت نسبة 21.7% من القاطنين تحت سن الثامنة عشر، وكانت نسبة 8.4% بين الثامنة عشر والرابعة والعشرين عاماً، ونسبة 21.5% كانت واقعةً في الفئة العمرية ما بين الخامسة والعشرين والرابعة والأربعين عاماً، ونسبة 24.8% كانت ما بين الخامسة والأربعين والرابعة والستين، ونسبة 23.6% كانت ضمن فئة الخامسة والستين عاماً فما فوق. وتوزع التركيب الجنسي للسكان بنسبة 45.6% ذكور و54.4% إناث.